# Nemertesia disticha
Nemertesia disticha är en nässeldjursart som först beskrevs av Heller 1868.  Nemertesia disticha ingår i släktet Nemertesia och familjen Plumulariidae. Inga underarter finns listade i Catalogue of Life.